# Gösta Persson
Gösta Ferdinand Lasalle Persson, född 30 november 1902 i Karlstad, död 15 juni 1969 i Bromma i Stockholms kommun, var en svensk journalist. Mest känd var han som redaktör samt notischef vid Stockholms-Tidningen.

## Biografi
Gösta Persson föddes 1902 som son till ombudsman J. Persson och Maria Andersdotter. Han gifte sig 1932 med Anna Falkvik (1898–1985) som arbetade som redaktör samt frilansjournalist. Tillsammans fick de en son, Stig Gösta Ingmar Falkvik (född 15 januari 1934).
Han var elev vid Västerviks Högre Allmänna Läroverk från 1912 till 1921. Därefter påbörjade han sina studier vid Göteborgs högskola från år 1921 till år 1926. Han var under denna period även medarbetare vid Västerviks-Posten samt Ny Tid. Från och med 1 april 1927 började han arbeta vid Stockholms-Tidningen.
Under sin tid som journalist var Gösta Persson även medlem i Publicistklubben vilket han blev år 1928. Utöver sitt civila yrke som journalist innehade Persson den militära tjänstegraden löjtnant.
Under sin tid på Stockholms-Tidningen blev han dess utsände i Prag under septemberkrisen då han fick möjlighet att följa de världshistoriska händelserna i Tjeckoslovakien under 1930-talet. Om sina iakttagelser skrev Persson boken Tjeckoslovakiens ödestimma (1938). Utöver Prag i Tjeckoslovakien (numera Tjeckien) har Gösta Persson även rest till länder som Frankrike, Norge, Tyskland, Schweiz, Ungern, Polen, Danmark, Holland, Finland och Sovjetunionen, däribland de baltiska staterna. Gösta Persson var även medlem i Kontoristförbundet och åkte på en sällskapsresa till Österrike under slutet av 1930-talet.
Under sin tid i Stockholm var Gösta Persson bosatt i Bromma.
Gösta Persson och hans hustru Anna Falkvik är begravda på Bromma kyrkogård.